# 가을행
《가을행》은 1986년 11월 16일에 MBC TV에서 방영되었던 베스트셀러극장이다.

## 줄거리
구두닦이 소년 봉수(최상진)는 어렸을 때 자신을 버리고 떠난 어머니를 그리워하며 살고 있다. 가을비가 쏟아지던 어느 날, 봉수는 길모퉁이에 앉아 있는 떠돌이 악사 추 선생(오현경)을 보게 되는데, 갑자기 추 선생이 자신의 아버지가 아닐까 하는 생각이 들게 된다. 그 날부터 두 사람은 함께 기거하게 되는데...

## 출연
- 오현경
- 최상진
- 오미연
- 임문수
- 오미희
- 나성균
- 임현식
- 나정옥
- 윤석오
- 조춘
- 문시경
- 박경순
- 박희우
- 강용규
- 홍순창
- 김성찬
- 조형기
- 정호근
- 공호석
- 김종진
- 윤의식
- 정태화
- 김명희
- 강미
- 신신애
- 변은영
- 김진구
- 권경숙
- 차주옥
- 전신희
- 이정아
- 이용화
- 유정화